# Heros
Heros es un género de peces de agua dulce perteneciente a la familia de los cíclidos. Comprende cuatro especies nativas de los ríos de la cuenca del Amazonas y Orinoco en América del Sur. Los miembros de este género anteriormente se hallaban incluidos en el gran género Cichlasoma. Una de las especies, Heros severus, es una especie común en acuarios.

## Especies
Se reconocen cuatro especies, si bien algunos ictiólogos reconocen también a H. appendiculatus Castelnau, 1855; especie que para otras autoridades no es más que un sinónimo de Heros efasciatus.
- Heros efasciatus Heckel, 1840
- Heros notatus (Jardine in Schomburgk, 1843)
- Heros severus Heckel, 1840
- Heros spurius Heckel, 1840